# Henryk Skolimowski

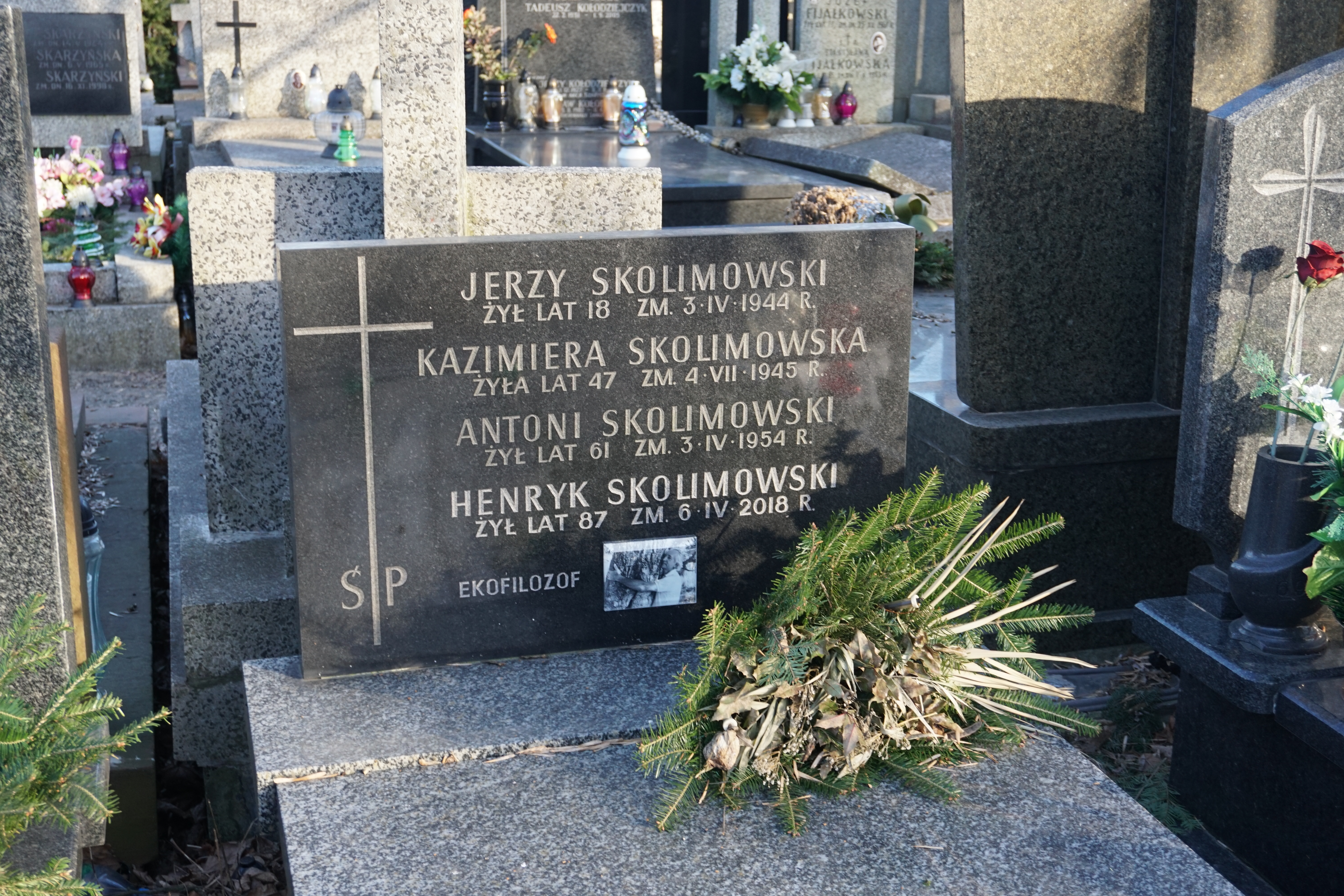
grób prof. Henryka Skolimowskiego na cmentarzu Bródnowskim

Henryk Dominik Skolimowski (ur. 4 maja 1930 w Warszawie, zm. 6 kwietnia 2018 tamże) – polski filozof.

## Życiorys
Studiował geodezję na Politechnice Warszawskiej i równolegle na Uniwersytecie Warszawskim, gdzie był uczniem Tadeusza Kotarbińskiego i Kazimierza Ajdukiewicza, jako specjalizację wybrał logikę i filozofię języka. Prace magisterskie na obu uczelniach obronił w 1959, a następnie pracował jako docent na Wydziale Geodezji Politechniki Warszawskiej i logiki na Uniwersytecie Warszawskim. W 1964 na Uniwersytecie Oksfordzkim obronił pracę doktorską poświęconą polskiej filozofii analitycznej, a następnie wyemigrował do Stanów Zjednoczonych. Objął tam stanowisko profesora filozofii na University of Southern California w Los Angeles, a następnie na University of Michigan w Ann Arbor, gdzie wykładał filozofię do 1993. Jest twórcą eko-filozofii – jednego z nurtów filozofii ekologicznej. 
Zmarł w Warszawie, pochowany na cmentarzu Bródnowskim (kwatera 18D-6-11).

## Stopnie i tytuły naukowe
- inż. (geodezja) 1956 – Politechnika Warszawska, Warszawa, Polska,
- mgr (geodezja) 1959 – Politechnika Warszawska, Warszawa, Polska,
- mgr (filozofia) 1959 – Uniwersytet Warszawski, Warszawa, Polska,
- Ph.D. 1964 – Uniwersytet Oksfordzki, Oksford, Wielka Brytania.

## Przebieg pracy zawodowej
- Uniwersytet Oksfordzki, Oksford, Wielka Brytania – stypendysta 1959–1960, 1962–1964, 1968–1969
- Uniwersytet Cambridge, Cambridge, Wielka Brytania – stypendysta 1969–1970
- University of Southern California, Los Angeles, CA, USA – assistant professor, associate professor 1964–1970
- University of Michigan, Ann Arbor, MI, USA – profesor 1971–1993
- Politechnika Łódzka, Katedra Filozofii Ekologicznej, Łódź, Polska – profesor, kierownik Katedry 1992–1997

## Członkostwo
- Członek czynny Polskiego Towarzystwa Naukowego na Obczyźnie[5]
- Teilhard Society in London – wiceprezes 1980–1990
- International Union for the Conservation of Nature 1981–1986
- Komitet „Człowiek i Środowisko” PAN
- przewodniczący The Eco-Philosophy Center, USA 1981
- członek Rady Ekologicznej przy Prezydencie RP 1994–1997

## Dorobek naukowy
Henryk Skolimowski jest autorem 30 książek i kilkuset artykułów. W latach 1992–1997 kierował katedrą ekofilozofii na Politechnice Łódzkiej, pierwszą tego typu na świecie. W Polsce ukazały się następujące pozycje Skolimowskiego:
1. Metodyka geodezji w świetle analizy historycznej, logicznej, psychologicznej i prakseologicznej, Politechnika Warszawska, Warszawa 1961;
2. Polski marksizm, Niezależna Spółdzielnia Wydawnicza, Warszawa 1981;
3. Ocalić Ziemię – Świt filozofii ekologicznej,  Wydawnictwo Krzysztofa Staszewskiego, Warszawa 1991, ISBN 83-900403-0-1;
4. Medytacje o prawdziwych wartościach człowieka który poszukuje sensu życia, Wrocławska Oficyna Wydawnicza Astrum, Wrocław 1991, ISBN 83-85242-20-1;
5. Nadzieja matką mądrych, Biblioteka Ery Ekologicznej Towarzystwo Przyjaciół Filozofii Ekologicznej, Akapit Press, Łódź 1993, ISBN 83-900302-4-1;
6. Filozofia żyjąca. Eko-filozofia jako Drzewo Życia, Wydawnictwo Pusty Obłok, Warszawa 1993, ISBN 83-85041-42-7;
7. Technika a przeznaczenie człowieka, Wydawnictwo ETHOS, Warszawa 1995;
8. Święte Siedlisko Człowieka, Centrum Uniwersalizmu przy Uniwersytecie Warszawskim, Polska Federacja Życia, Warszawa 1999;
9. Wizje Nowego Millenium, Wydawnictwo EJB, Kraków 1999, ISBN 83-909476-4-1;
10. Zielone Oko Kosmosu. Wokół ekofilozofii w rozmowie i esejach, Wydawnictwo Atla 2, Wrocław 2003, ISBN 83-88555-57-X;
11. Pozytywne ekologiczne modele życia, Komisja Ochrony Środowiska Senatu RP, Warszawa 2003;
12. Geniusz światła a świętość życia, Biblioteka Filozoficzna, Oficyna Wydawnicza Vega, Warszawa 2007.

Archiwum Henryka Skolimowskiego znajduje się w Archiwum Emigracji w Bibliotece Uniwersyteckiej w Toruniu.

## Odznaczenia i nagrody
- Złoty Krzyż Zasługi (1999)
- Medal Miasta Wrocławia za działalność w dziedzinie ochrony środowiska w Polsce (1997)
- Medal Optime Meritis de Philosphia przyznany na X Polskim Zjeździe Filozoficznym (2015)